# Preska (gmina Sodražica)
Preska – wieś w Słowenii, w gminie Sodražica. W 2018 roku liczyła 7 mieszkańców.